# Neil Peart
Neil Ellwood Peart (Hamilton, 12 de setembro de 1952 - Santa Mônica, 7 de janeiro de 2020) foi um músico canadense, que ficou conhecido como baterista e letrista da banda de rock progressivo Rush.
Peart recebeu inúmeros prémios por suas performances musicais e foi conhecido por sua agilidade, proficiência e energia.
Peart cresceu em Port Dalhousie, Ontário no Canadá (agora parte de St. Catharines) trabalhando em serviços ocasionais. Com 13 anos, Neil recebeu um par de baquetas, alguns pratos de aprendizagem e lições de bateria com a promessa de que se estudasse durante um ano com afinco, seus pais comprariam uma bateria. Como prometido, ele recebeu sua primeira bateria aos 14 anos e passou a praticar rigorosamente.
Durante a adolescência, ele vagueou de banda regional em banda regional e eventualmente acabou largando os estudos para dedicar-se em tempo integral à sua carreira de baterista. Após uma temporada desencorajadora em Inglaterra, Peart retornou para casa, onde entrou na banda regional de Toronto, Rush, no verão de 1974.
No começo da carreira, o estilo de tocar de Peart foi desenvolvido principalmente no hard rock. Ele tirou a maioria da sua inspiração de bateristas como Keith Moon e John Bonham, que estavam no destaque do ramo musical britânico. Entretanto, conforme o tempo foi passando, ele começou a absorver a influência de músicos de jazz e de big bands como Gene Krupa e Buddy Rich. Em 1994, Peart tornou-se amigo e pupilo do instrutor de jazz Freddie Gruber. Foi durante esse tempo que ele decidiu renovar seu estilo de tocar, incorporando componentes do swing e do próprio jazz. Gruber foi também responsável por introduzir ele a produtos da Drum Workshop, a companhia que fornece os produtos da bateria de Peart.
Além de ser um músico, Peart também foi um escritor prolífico, havendo produzido diversas memórias e anotações sobre suas viagens. Peart também é o letrista principal de Rush. Ao escrever letras para a banda, Peart utilizava temas universais como ficção científica, fantasia e filosofia, assim como temas seculares, humanitários e libertaristas. Todos os seus cinco livros são relatos de viagens não-ficcionais, nos quais recorria a temas da sua vida também. Peart atualmente morava em Santa Mônica, na Califórnia, com sua esposa Carrie Nuttall e sua filha Olivia Louise. Ele também possui uma casa no Quebec e passava tempo em Toronto para propósitos de gravação.
Em termos musicais, Peart recebeu vários prémios (veja abaixo) por suas performances e gravações e foi extensivamente considerado por sua resistência, força, habilidade e virtude. Em termos de influência, ele foi um dos mais importantes bateristas da história, e constantemente classificado como um dos maiores bateristas de todos os tempos. Morreu em 7 de janeiro de 2020, vítima de um Câncer no cérebro, com o qual lutava há três anos.

## Vida e carreira

### Infância
Neil Peart nasceu em um hospital em Hamilton e viveu seus primeiros anos na fazenda de sua família em Hagersville, nos arredores da cidade. A primeira criança de quatro, seu irmão Danny e suas irmãs Judy e Nancy nasceram depois da família se mudar para St. Catharines quando Neil tinha dois anos de idade. Nesse período, seu pai, Glen, tornou-se gerente de equipamentos para agricultura - e posteriormente presidente - da empresa Dalziel Equipment. Em 1956, a família mudou-se para outra área da cidade chamada de Port Dalhousie. Neil estudou na Gracefield School e depois na Lakeport Secondary School, e descreve sua infância como feliz e sua vida em família como calorosa. Na sua pré-adolescência, Neil ficou interessado com a música da época e adquiriu um rádio transistor, o qual ele usava para sintonizar entre as estações de música pop, radiodifundidas no Canadá e nos Estados Unidos.
A sua primeira experiência musical foi aulas de piano, as quais ele depois disse que não teve muito impacto no mesmo, em seu vídeo instrucional A Work in Progress. Ele teve uma inclinação para batucar em vários objetos ao redor da sua casa com pauzinhos para comida chinesa, e, em seu décimo terceiro aniversário, seus pais compraram-lhe um par de baquetas, um pad de praticar e algumas aulas, com a promessa que, se ele dedicasse em um ano, eles lhe dariam um kit de bateria.
Seus parentes compraram um kit de bateria no seu décimo quarto aniversário ele começou a fazer aulas mais seriamente. A sua estreia no palco aconteceu naquele ano em um especial de Natal para uma escola canadense. A sua próxima aparência foi com o seu primeiro grupo, chamado de The Eternal Triangle (O Eterno Triângulo, em português). Essa performance continha um número original chamado de “LSD Forever”. Nesse show ele fez seu primeiro solo de bateria.
Neil conseguiu um emprego no Lakeside Park, em Port Dalhousie na costa do Lago Ontário, lugar que inspirou ele na música de mesmo nome, Lakeside Park, do álbum Caress of Steel. Ele trabalhou em uma loja de jogos, mas a sua tendência de “deixar levar” quando os negócios eram poucos resultou na sua demissão. Nos anos finais de sua adolescência, Neil já havia tocado em halls de igreja, escolas e pistas de patinação em cidades ao redor do sul de Ontario, como Mitchell, Seaforth e Elmira. Eles também tocaram na cidade de Timmins, norte de Ontário. As noites de terças-feiras eram agendadas para jam sessions.

### Carreira antes de juntar-se ao Rush
Aos dezoito anos de idade, depois de lutar para obter sucesso como baterista no Canadá, Neil viajou para Londres, esperando melhorar sua carreira como músico profissional. Apesar de tocar em várias bandas e de pegar alguns trabalhos ocasionais, ele foi forçado a suportar-se vendendo bugigangas em uma loja de souvenires.
Enquanto estava em Londres, Neil descobriu os livros da novelista e o objetivismo de Ayn Rand. Suas anotações tornaram-se uma significante influência filosófica em Neil, à medida que ele achou muitas anotações sobre a inspiração individualista e sobre o objetivismo. Referências à filosofia de Rand pode ser encontrada nas suas letras, principalmente em “Anthem” do álbum Fly by Night e “2112” do álbum do mesmo nome.
Depois de dezoito meses de intermináveis apresentações e desiludido por sua falta de progresso no negócio da música, Neil objetivou sua aspiração para tornar-se um músico profissional e retornou-se ao Canadá. Ao retornar para St. Catharines, ele trabalhou com seu pai, agora presidente e um dos proprietários da Dalziel Equipment.

### Entrada ao Rush
Depois de retornar-se ao Canadá, Neil foi recrutado para tocar bateria para uma banda de St. Catharines chamada Hush, que tocava em um circuito em no sul de Ontário. Depois, uma conhecida mútua de Neil convenceu-o a comparecer a uma audição teste para a banda Rush que se encontrava em Toronto, que precisava de um substituto para o seu baterista original John Rutsey. Geddy Lee e Alex Lifeson viram a audição. Os seus futuros colegas de banda definem a sua chegada aquele dia como um tanto quanto engraçado, pois ele viajou de shorts, dirigindo uma velha Ford Pinto com sua bateria colocada em latas de lixo. Neil sentiu que a audição inteira foi um completo desastre. Enquanto Geddy e Neil coincidiram com um gosto pessoal próximo para música e livros, Alex sentiu uma impressão menos favorável. Depois de algumas discussões, Geddy e Alex aceitaram o estilo britânico de Neil de tocar bateria, reminiscente do estilo do baterista do The Who, Keith Moon.
Neil afiliou-se oficialmente à banda em 29 de julho de 1974, duas semanas antes do primeiro tour da banda nos Estados Unidos. Neil adquiriu um kit prato de bateria Slingerland quando tocou a sua primeira apresentação com a banda, abrindo o show de Uriah Heep e Manfred Mann em frente a onze mil pessoas em Pittsburgo, na Pensilvânia, em 14 de agosto de 1974.

### Início da carreira do Rush
Neil logo se firmou na sua nova posição, tornando-se também o letrista principal. Antes de juntar-se ao Rush ele já tinha escrito algumas letras, mas com o grande desinteresse dos outros membros da banda de escrever letras, o previamente não-notório trabalho de Neil como letrista tornou-se tão importante quanto a sua musicalidade. Enquanto isso, a banda estava trabalhando duro para estabilizar, eles mesmos, como um ato de gravação. Neil, juntamente com os outros membros da banda, aprendeu a viver de uma mala só.
A sua primeira gravação com a banda em um CD, Fly by Night, de 1975, foi bastante bem-sucedido, ganhando o prêmio Juno para o novo ato mais promissor. Porém, o CD sucessor a esse, Caress of Steel, também de 1975, no qual a banda tinha grande esperanças, foi recebido com certa hostilidade para os críticos e fãs em geral. À resposta da recepção negativa, que centrava principalmente o lado B, abrangendo o épico "The Fountain of Lamneth", Neil respondeu com 2112 no próximo ano, em 1976. O álbum, apesar de ter recebido uma certa indiferença da gravadora, tornou-se um grande avanço e ganhou uma sequência de fãs principalmente nos Estados Unidos. A turnê culminou em um concerto de três noites em Toronto, em uma apresentação em que Neil foi apresentado como “o mestre da bateria” por Geddy.
Neil retornou à Inglaterra para a turnê que a banda ia realizar no norte do país, e a banda permaneceu na Grã-Bretanha para a gravação de seu próximo álbum, A Farewell to Kings, de 1977.  Após isso, eles retornaram à Rockfield para o seu próximo álbum, Hemispheres, em 1978. Nesse álbum, Neil trabalho com as letras inteiramente no estúdio. A gravação de cinco álbuns no período de quatro anos, juntamente com os mais de trezentos shows por ano, convenceu a banda a tomar uma abordagem diferente. Neil descreveu esse período da banda como um “túnel escuro”.

### Renovação do estilo de tocar
Em 1992, Neil foi convidado pela filha de Buddy Rich, Cathy Rich, para tocar no Buddy Rich Memorial Scholarship Concert, em Nova Iorque. Neil aceitou e tocou pela primeira vez com a banda de Buddy Rich. Neil disse que ele teve pouco tempo para ensaiar, e notou que estava um tanto quanto envergonhado ao descobrir que a banda tocou em um arranjo diferente da música que ele tinha escutado previamente. Sentindo que seu desempenho deixou muito a desejar, Neil decidiu produzir e tocar em dois álbuns de tributo de Buddy Rich chamados Burning for Buddy: A Tribute to the Music of Buddy Rich, em 1994 e 1997, como forma de reconquistar a calma.
Enquanto trabalhava no tributo de Buddy Rich, Neil ficou impressionado com a notável melhoria de desempenho de Steve Smith, antigo baterista da banda americana Journey, e perguntou-o seu “segredo”. Steve respondeu-o que estava estudando com o professor de bateria Freddie Gruber. Como consequência, Neil pôs suas responsabilidades principais do Rush a lado e concentrou-se nas aulas de bateria que Freddie o lecionava.
No início de 2007, Neil e Cathy Rich novamente discutiram sobre um outro concerto para Buddy Rich. Como recomendação do baixista Jeff Berlin, Neil decidiu melhorar seu padrão swing, que ele havia estudado, e aprimorou com outro aluno de Freddie Gruber, Peter Erskine, ele próprio um outro instrutor de Steve Smith. Em 18 de outubro de 2008, Neil novamente tocou no Buddy Rich Memorial Concert. Esse álbum foi lançado para DVD.

### Tragédia na família e reconciliação
Logo depois da conclusão da tour do álbum Test for Echo, em 4 de julho de 1997, a banda entrou em uma paralisação de cinco anos devido a tragédias na vida pessoal de Neil. A primeira filha de Neil, e até então sua única filha, de 19 anos de idade, Selena Taylor, foi morta em um acidente de carro na Highway 401, em Ontário, no dia 10 de agosto de 1997. A sua parceira por 22 anos e mãe de Selena, Jacqueline Taylor, não resistiu ao câncer que estava passando e morreu apenas dez meses depois, em 20 de junho de 1998. Neil, entretanto, resiste a falar que a sua morte foi resultado de um coração frágil e chamou isso de um “lento suicídio de apatia. Ela somente não importava.”.
Em seu livro Ghost Rider: Travels on the Healing Road, Neil escreveu que, no funeral de sua esposa, falou a seus colegas de bandas “considerem-me aposentado”. Neil levou um longo tempo para refletir e acalmar-se, viajando-se extensivamente dentre o norte e o centro dos Estados Unidos em sua motocicleta, viajando por 88 mil quilômetros. Depois de sua viagem, Neil decidiu retornar à banda. Ele escreveu o livro como uma crônica da sua viagem geográfica e emocional.
Neil foi introduzido para a fotógrafa Carrie Nuttall em Los Angeles, na Califórnia, pelo seu antigo amigo fotógrafo Andrew MacNaughtan. Neil e Carrie casaram-se em 9 de setembro de 2000. No começo de 2001, Neil anunciou aos seus colegas de banda que ele estava pronto para recomeçar gravando e tocando. O produto da banda foi o álbum Vapor Trails, de 2002. No início da turnê, foi decidido dentre os membros da banda que Neil não falaria mais abertamente com a imprensa e com os compromissos em público que a banda costumava ter coletivamente. Neil sempre foi tímido em relação a esses eventos, e foi decidido que expondo ele a um debate interminável de questões a respeito da reviravolta trágica da sua vida era desnecessário. Desde o lançamento do álbum Vapor Trails e uma reunião com seus colegas de banda, Neil retornou a trabalhar como um baterista em horário integral. Rush lançou um álbum só de covers em 2004, Feedback, juntamente com outro álbum de estúdio, Snakes & Arrows, em 2007. Foi durante esse período que a banda visitou o Brasil pela primeira vez, em novembro de 2002, tocando para a maior plateia de sua história, um total de 80 mil pessoas em São Paulo.
Em junho de 2009, durante uma entrevista, Neil anunciou que ele e Nuttall estavam esperando sua primeira filha juntos. Olivia Louise Peart nasceu em 12 de agosto de 2009.

### Morte
Desde 2014, Neil sentia dores musculares. Em uma reunião com os membros do Rush e o empresário Ray Danniels, Neil disse que queria se aposentar com urgência. Os membros da banda ficaram surpresos com a sua atitude. Em 2016, um ano depois da turnê R40, ele avisou aos membros da banda que tinha um tumor no cérebro e que tinha que operar em emergência. 95% do tumor foi removido. Neil não quis retirar todo o tumor por medo das sequelas, como paralisia, por exemplo. Neil decidiu aproveitar o tempo de vida que lhe restava, pois os médicos, que mostraram que o tumor estava voltando, estimaram que seu tempo de vida restante era de 1 ano e meio. Neil mais que dobrou essa expectativa, vivendo por 3 anos e meio. Sua morte ocorreu, aos 67 anos, na cidade de Santa Mônica, Califórnia. A revista Rolling Stone publicou um artigo confirmando a morte do músico. De acordo com a revista, "O falecimento havia ocorrido no dia 7 de janeiro de 2020. Ele estava doente há três anos, porém, nunca havia se pronunciado sobre''. A morte foi confirmada por um porta voz da família Peart, Elliott Mintz.

## Musicalidade
Neil começou a estudar bateria influenciado por Keith Moon (The Who), John Bonham (Led Zeppelin) e Bill Bruford (King Crimson, Yes, Earthworks). Peart, entrou oficialmente no Rush no dia do aniversário de Geddy Lee, 29 de julho de 1974, duas semanas antes da primeira turnê americana do grupo. Tocou com um Kit Slingerland prata abrindo concertos do Uriah Heep e Manfred Mann à frente de 11 642 pessoas no Civic Arena, Pittsburgh, Pennsylvania, EUA. em 14 de agosto de 1974. Seu primeiro registro musical gravado em disco é de 1975, com o lançamento do segundo disco da banda, intitulado Fly by Night.
Em suas performances, combina velocidade espantosa, técnica e uma criatividade únicas. Influenciou gerações inteiras de bateristas e obteve a reverência de grandes nomes do jazz. Neil tem o costume de fazer solos experimentais durante os concertos, abordando neles sua história pessoal e da bateria mundial: elementos de rock, jazz, percussão latina e africana são facilmente reconhecíveis.
De 1994 a 1995, estudou com Freddie Gruber e revisou sua maneira de tocar, abordando o traditional grip e uma pegada jazzística, o resultado pode ser conferido no álbum Test For Echo de 1996.
Entre 1980 e 1986 acumulou os mais variados prêmios da Modern Drummer - a mais conceituada publicação sobre bateria e percussão do mundo. Ainda em 1986 foi considerado "the best all around" e elevado à condição de "hors concours", tornando-se "inelegível" nas principais categorias da revista. A saga deste gênio das baquetas parece fadada ao mítico: em 2001, a Revista Bilboard apontou o álbum Signals como "o maior desempenho de um baterista em estúdio em todos os tempos".
Mesmo entrando após o lançamento do primeiro álbum intitulado "Rush", Peart tornou-se o centro das atenções da banda e principal letrista. Entre os bateristas influenciados por ele se destaca Mike Portnoy ex integrante da banda norte americana Dream Theater e basicamente toda uma geração de bateristas da vertente progressiva.

## O letrista
Desde o ingresso na banda tornou-se o principal letrista do Rush. Seus textos falam sobre temas complexos, influenciados de muita filosofia, mitologia e de ficção científica.
Além disso, escreveu os livros "Masked Rider" (1996), "Ghost Rider" (2002) e "Travelling Music" (2005) e "Roadshow: Landscape With Drums" (2006), além de diversos artigos e contos.

## Vida pessoal
Em agosto de 1997, Neil Peart perdeu a sua - até então - única filha, Selena, em um acidente automobilístico. Menos de um ano depois, em junho de 1998, sua esposa Jaqueline Taylor faleceu vitimada por um câncer. Fato que o afastou das baquetas por um período de praticamente 5 anos. Em 9 de setembro de 2000 Neil casou-se com a fotógrafa Carrie Melissa Nuttall. No dia 12 de agosto de 2009 nasce sua filha, Olivia Louise Peart.

## Prêmios
Da revista Modern Drummer pelos leitores:
- Hall da Fama: 1983
- melhor baterista de rock*: 1980, 1981, 1982, 1983, 1984, 1985, 1986, 2006, 2008
- melhor multi-percussionista*: 1983, 1984, 1985, 1986
- melhor percussionista instrumental: 1982
- baterista revelação: 1980
- Best All Around: 1986
- Honor Roll: baterista de rock e multi-percussionista em 1983
- melhor vídeo instrumental: 2006, por Anatomy of A Drum Solo
- melhor gravação de bateria dos anos 80: 2007, pela música "YYZ" do álbum Exit...Stage Left de 1981.

- melhor performance em gravação:
  - 1980: Permanent Waves
  - 1981: Moving Pictures
  - 1982: Exit...Stage Left
  - 1983: Signals
  - 1985: Grace Under Pressure
  - 1986: Power Windows
  - 1988: Hold Your Fire
  - 1989: A Show of Hands
  - 1990: Presto
  - 1992: Roll the Bones
  - 1993: Counterparts
  - 1997: Test For Echo
  - 1999: Different Stages
  - 2002: Vapor Trails
  - 2004: R30
  - 2007: Snakes & Arrows
  - 2012: ClockWork Angels
  - 2013: ClockWork Angels Tour

- Junto com seus companheiros de banda Geddy Lee e Alex Lifeson, Peart foi nomeado Oficial da Ordem do Canadá em 9 de maio de 1996. O trio foi a primeira banda de rock a ser honrada com tal ordem.[7]

- (*) como um membro do Honor Roll, Neil não é mais elegível nas categorias marcadas.
- Em 2013 junto com seus companheiros de banda Geddy Lee e Alex Lifeson, Peart foi nomeado membro do The Rock and Roll Hall of Fame, juntamente com Randy Newman, Public Enemy, Donna Summer, Albert King, Lou Adler e Quincy Jones